# Albert Muchnik
Albert Abramovich Muchnik (1934) é um matemático russo.
Obteve um doutorado pela Universidade Pedagógica Estatal de Moscou em 1959, orientado por Pyotr Novikov.

## Publicações selecionadas
- A. A. Muchnik, On the unsolvability of the problem of reducibility in the theory of algorithms. (em russo) Doklady Akademii Nauk SSSR (N.S.), vol. 108 (1956), pp. 194–197